# X-wing
Звёздный истребитель T-65 X-крыл — фантастический космический истребитель во вселенной «Звёздных войн», производимый корпорацией Инком, был основным универсальным звёздным истребителем Повстанческого Альянса. В русскоязычных переводах часто называется "крестокрылом". В оригинальных произведениях - просто "крестом" (cross).

## Характеристики
Лучший истребитель флота Повстанцев. Обладающий приемлемой манёвренностью, X-wing имел две пары стабилизирующих крыльев, расположенных на корме корабля. Это придавало кораблю характерную форму в виде буквы «X». В некоторых ранних моделях пушки не могли вести огонь при сложенных крыльях. Однако имперский истребитель TIE-Fighter превосходил X-крыл в скорости и манёвренности.
X-крыл нёс четыре лазерные пушки Тейм и Бак KX9, а также пусковые установки протонных торпед. Огонь другими типами боеголовок, например ударными ракетами, мог вестись из отдельных пусковых установок, но их монтаж требовал значительных затрат времени и усилий техников. Универсальность протонных торпед идеально подходила к разнообразию задач, выполнявшихся истребителями X-крыл. Тем не менее, в первые годы галактической гражданской войны повстанцы обладали небольшим запасом этих орудий.
Лазерные пушки X-крыла могли вести огонь в различных режимах:
- Единичный выстрел, при котором каждый лазер стрелял отдельно;
- Сдвоенный выстрел, при котором два лазера (по одному с каждой стороны) объединялись в пары, стреляющие по очереди;
- Счетверённый выстрел, при котором все четыре лазера стреляли вместе, при этом лучи сходились на цели;
- Прерывистый огонь, при котором мощность лучей понижалась, но увеличивалась скорострельность (режим добавлен в Юужан Вонгской войне).

Движение на скоростях ниже скорости света обеспечивали четыре двигателя на тяге ядерного синтеза Инком 4L4, которые позволяли развивать относительно высокую скорость как в космосе, так и в атмосфере. Корабли X-крыл, в отличие от большинства истребителей серии TIE, были оснащены гипердвигателями и способны перемещаться в гиперпространстве, что позволяло им действовать независимо. Эскадрильи истребителей могли наносить удары самостоятельно, не нуждаясь в корабле-носителе. Эта автономность подходила повстанцам, так как отлично сочеталась с их тактикой атаки и последующего быстрого отхода.
В истребителе было место для одного пилота, которому помогал дроид (например, астродроид серии R2), помещённый во внешнее гнездо, отслеживающий статус корабля и способный выполнить экстренный ремонт.
Средства управления полётом в X-крыле были идентичны системам скайхоппера T-16, воздушного спидера, также производства корпорации Инком. Этот фактор отчасти объясняет огромную популярность T-65 среди пилотов повстанческого движения — многие из них пилотировали гражданские скайхопперы до присоединения к повстанцам. Также известны такие модификации как E-крыл и B-крыл.

## История
Изначально X-крыл был разработан для Империи в корпорации Инком Ворсом Вурхорианом, но вся команда инженеров перешла на сторону Повстанческого Альянса, спрятав прототипы на Фрезии. Он был прямым потомком старого Охотника за головами Z-95, построенного Инкомом и Сабпро, с учётом знаний, извлечённых из создания звёздного истребителя ARC-170. После того, как 4 уцелевших в ходе битвы при Фресии прототипа были получены Альянсом, истребители провели свой первый бой с Империей в битве при Туркане.
Во время своего существования X-крыл постоянно подвергался различным модификациям. Оригинальные T-65AC1, применявшиеся Альянсом, вполне соответствовали своему времени, но вскоре были вытеснены моделями T-65AC2, обладавшими лучшим ускорением. В модели T-65AC3 была улучшена радиоэлектроника, щиты и сенсоры, а T-65AC4 представила, главным образом, ещё одну модернизацию двигателя, почти сравняв корабль с перехватчиком RZ-1 A-крылом. Стоит отметить модель T-65D-A1, где астродроид был заменён бортовым компьютером для вычисления параметров гиперпрыжков, но вскоре эта модель была признана негодной (частично из-за лёгкости саботажа). Корабль T-65T, вариант X-крыл для тренировок, заменил тренировочный Z-95XT. Также во время Галактической Гражданской войны в планах существовали звёздные истребители T-65B X-крыл, которые разрабатывались техниками повстанцев и Инкома на Мон Каламари. Предателю Ралу Шавгриму практически удалось передать планы союзным с Империей Сиенар Флит Системс, но он был пойман повстанцами.
К наиболее знаменитым случаям применения истребителя относится Битва при Явине, где X-крыл, пилотируемый Люком Скайуокером, уничтожил первую Звезду Смерти, хотя почти все остальные X-крылы, принимавшие участие в битве, были уничтожены. X-крыл, пилотируемый Веджем Антиллесом также помог уничтожить реактор второй Звезды Смерти в Битве при Эндоре при поддержке «Тысячелетнего Сокола», начав цепную реакцию, которая полностью уничтожила космическую станцию.
Планировалось, что серия X-крыл будет замещена истребителями типа E-крыл примерно через 6 лет после битвы при Эндоре, но изначальные конструктивные проблемы, связанные с размещением оружия, задержали его широкое распространение в военных силах Новой Республики. Массовое внедрение истребителей E-крыл всё же произошло (наиболее ощутимо — в Пятом Флоте), но производство моделей X-крыл продолжалось, чтобы обеспечить эскадрильи истребителей, не участвовавшие с наиболее активных действиях. Примечательным исключением являлся Разбойная эскадрилья — элитная республиканская эскадрилья истребителей, известная своим практически исключительным использованием X-крылов.
Незадолго до Юужан Вонгской войны Новая Республика выпустила X-крыл серии J, дополняющий более продвинутые и дорогие E-крылы серии III. XJ имел третий торпедный отсек там, где раньше был грузовой, увеличив количество торпед до девяти. Двигатели, лазеры и радиоэлектроника также подверглись улучшению. XJ был намного лучше старых моделей во всех отношениях и изначально выпускался для эскадрилий звёздных истребителей, пилотируемых джедаями.
Было разработано три варианта этой серии, завершившейся моделью T-65J3: венец эволюции X-крыл. В ходе Юужан Вонгской войны была добавлена возможность вести прерывистый огонь для преодоления их своеобразной защиты. Некоторые военизированные группировки также были оснащены ранними моделями истребителей серии J (Вероятно, T-65J или T-65J2); более бедные группировки, а также оборонительные силы систем могли иметь X-крылы самых различных возрастов и комплектаций. Многие старые X-крылы были переоборудованы в разведывательный вариант T-65BR.
Ко времени конфликтов между Килликами и Чиссами было создано ещё два варианта X-крылов. Первый из них относился к серии XJ5, также известной как ChaseX. Второй вариант назывался StealthX. Серия XJ5 в основном использовалась т. н. «полицией восстановления галактики» — силовой структурой, созданной Галактическим Альянсом после Юужан Вонгской войны. Джедаи же склонялись к пилотированию StealthX или машин более ранней серии XJ3. StealthX был малозаметным истребителем, обладающим пониженной видимостью как визуально, так и для датчиков, однако его можно было обнаружить по силуэту в контровом свете или по запуску протонных торпед. По описаниям StealthX меньше, чем модели XJ, которые, в свою очередь, были уже на полметра короче, чем T-65C. Также StealthX считается прямым потомком XJ3 и, скорее всего, классифицируется как XJ4.
Ко времени второго Кореллианского бунта Галактический Альянс применял в боях модель XJ6, а эскадрилья Люка Скайуокера, состоящая целиком из джедаев, использовала только эти модели. Вскоре последовала и XJ7, которую использовала как минимум Разбойная эскадрилья.
Существовало две разных системы идентификации серий X-крыл. Основное обозначение «T-65» было неизменным, но модификаторы версий были противоречивы. Одна из систем использовала суффикс «AC1», и цифра увеличивалась с каждой новой моделью истребителя. Во второй же системе к обозначению добавлялась буква (T-65B, T-65D, T-65J и т. д.). В общем случае считается, что это разные наименования одних и тех же моделей.

### Влияние на детей
Во время галактической гражданской войны игрушечные X-крылы были весьма популярны среди детей, которые разыгрывали приключения героев Альянса. Это напоминало Войны клонов, когда дети часто играли с фигурками солдат и машин, придумывая свои версии хода войны.